# Chamber Music Society
Chamber Music Society fue el tercer álbum de estudio de jazz de la bajista y cantante Esperanza Spalding. Se lanzó el 17 de agosto de 2010 y fue publicado por Heads Up International. Un video se hizo para la canción «Little Fly». La canción es un poema de William Blake con música de Spalding. Una edición en vinilo se lanzó en febrero de 2011. Esta edición incluyó un bonus track titulado «Morning» que estará en la lista de canciones de su próximo álbum Radio Music Society.

## Lista de canciones
1. «Little Fly» - 3:33
2. «Knowledge of Good and Evil» - 7:59
3. «Really Very Small» - 2:44
4. «Chacarera» - 7:27
5. «Wild Is the Wind» - 5:37
6. «Apple Blossom» - 6:02
7. «As a Sprout» - 0:41
8. «What a Friend» - 4:54
9. «Winter Sun» - 6:48
10. «Inútil Paisagem» - 4:38
11. «Short and Sweet» - 5:52

## Tabla de resultados
| Chart (2010)              | Posición |
| ------------------------- | -------- |
| Billboard 200             | 34       |
| Billboard Top Jazz Albums | 1        |
| Billboard Heatseekers     | 1        |
| Billboard Tastemakers     | 16       |
| Billboard Digital Albums  | 11       |
| French Albums Chart       | 92       |
| Norwegian Albums Chart    | 13       |

## Personal
- Esperanza Spalding- bajo eléctrico, bajo acústico, voz
- Leo Genovese - teclados/piano
- Quintino Cinalli - percusión
- Terri Lynne Carrington - batería
- David Eggar - violonchelo
- Richard Vogt - nylon-stringed guitarra
- Milton Nascimento - voz invitada en «Apple Blossom»
- Gretchen Parlato - coro en «Inútil Paisagem» y «Knowledge of Good and Evil»
- Gil Goldstein - arreglos adicionales